# Кантемировка (река)
Кантемировка (овраг Средний Шпиль) — река в России, протекает по Кантемировскому району Воронежской области. Правый приток Богучарки.
Правым притоком является река Фёдоровка.

## География
Река берёт начало у села Бугаевка. Течёт на восток, затем поворачивает на север. Протекает через центр Кантемировки. Устье реки находится у села Журавка в 86 км по правому берегу реки Богучарка. Длина реки составляет 27 км, площадь водосборного бассейна — 452 км².

## Данные водного реестра
По данным государственного водного реестра России относится к Донскому бассейновому округу, водохозяйственный участок реки — Дон от города Павловск и до устья реки Хопёр, без реки Подгорная, речной подбассейн реки — бассейны притоков Дона до впадения Хопра. Речной бассейн реки — Дон (российская часть бассейна).
Код объекта в государственном водном реестре — 05010101212107000004638.